# Cinética de la absorción
Es la entrada de un xenobiótico en el torrente circulatorio, la velocidad con la que se produce la absorción puede permanecer a dos órdenes cinéticos diferentes:
Cuando la velocidad es constante e independiente de la cantidad de sustancia que queda por absorber se denomina de orden cero. 
Cuando la velocidad decrece con la cantidad de xenobiótico que quede por absorberse será cinética de primer orden o exponencial. Es la cinética que ocurre en la mayoría de los xenobióticos. 
La cantidad de moléculas que se puede absorber por unidad de tiempo se puede calcular con la siguiente expresión: 
{\displaystyle {dQ \over dt}=K\times Q_{0}^{n}}
Siendo:
{\displaystyle Q_{0}} la cantidad de moléculas iniciales 
{\displaystyle Q} la remante por absorber en cualquier momento 
{\displaystyle K} la constante del proceso que incluye las características anatómicas del tejido y fisicoquímicas del producto. Cuanto mayor es {\displaystyle K} mayor es la velocidad con la que se absorbe la sustancia.
{\displaystyle n} el orden del proceso
Cuando {\displaystyle n} es cero, la constante {\displaystyle K} se pondrá expresar en {\displaystyle \left({\frac {mg}{h}}\right)}, quedando 
{\displaystyle {dQ \over dt}=K_{a}}
Y para el primer orden será:
{\displaystyle {dQ \over dt}=K_{a}*Q_{0}}
Y como el proceso ira decreciendo, tendrá signo negativo
{\displaystyle {dQ \over dt}=-K_{a}*Q_{0}}
En donde a un tiempo determinado {\displaystyle t}, la cantidad de {\displaystyle Qt}  será:
{\displaystyle Q_{t}=Q_{0}*e^{(}-K_{a}*t)}
Y poniendo logaritmos neperianos tendríamos,
{\displaystyle \ln Q_{t}=\ln Q_{o}-K_{a}*t}
Pasando a logaritmos decimales y usando el factor 2,303 obtendremos:
{\displaystyle \log Q_{t}=\log Q_{0}-{K_{a} \over 2,303}*t}
El proceso de absorción se puede representar con una grafica poniendo en el eje de ordenadas la cantidad absorbida y en el eje de abscisas el tiempo. En una cinética de orden cero se obtiene una línea recta, en una de primer orden tendremos una curva exponencial que se puede transformar en una recta si se realiza en una escala semilogarítmica.  